# Бенуе (штат)
Бенуе (англ. Benue State) — штат на південному сході Нігерії. 11 за площею та 9 за населенням штат Нігерії. Адміністративний центр штату - місто Макурді.

## Історія
Був утворений 3 лютого 1976 року і названий на честь річки.

## Адміністративний поділ
Адміністративно штат ділиться на 23 території місцевого управління:
| - Agatu - Apa - Ado - Buruku - Gboko - Guma - Gwer East - Gwer West - Katsina-Ala - Konshisha - Kwande - Logo | - Makurdi - Obi - Ogbadibo - Ohimini - Oju - Okpokwu - Отуркпо - Tarka - Ukum - Ushongo - Vandeikya |

## Економіка
Штат Бенуе - багатий сільськогосподарський регіон в Нігерії.